# Chalski (république de Carélie)
Chalski (en carélien : Šalla, en finnois : Salla, en russe : Ша́льский) est un hameau du raïon de Poudoj en république de Carélie, centre administratif de l'établissement rural de Chalski.

## Géographie
Chalski est situé à l'embouchure de la rivière Vodla, qui se jette dans le lac Onega, à 32 kilomètres par la route à l'ouest de Poudoj.

## Démographie
Recensements (*) ou estimations de la population
| 1959  | 1970  | 1979  | 1989  |
| ----- | ----- | ----- | ----- |
| 3 047 | 2 989 | 2 871 | 2 714 |

| 2010  | 2013  | - | - |
| ----- | ----- | - | - |
| 1 785 | 1 605 | - | - |